# Димитрије Кулић
Проф. др Димитрије Кулић (Лесковац, 29. август 1923 — Ниш, 21. април 2004) био је револуционар, писац и угледни универзитетски професор.

## Биографија
Рођен је 29. августа у Лесковцу, у породици столарског радника Петра Кулића и домаћице Савке (рођене Шушилић из Власотинца), као прво од четворо деце. Васпитан је у духу правде, хуманизма, социјализма и комунистичке идеологије. Као дечак и омладинац пришао је борцима за радничка права, комунистима и патриотама.
Основну школу и гимназију учио је у завичају, а Други светски рат му је прекинуо школовање, па је тек 1946. године завршио гимназију у Нишу. Правни факултет завршио је 1952. године у Београду. На истом факултету одбранио је 1963. године докторску дисертацију:"Народноослободилачки одбори и судови у Србији" и тиме стекао степен доктора правних наука.
Кулић се још као ђак Лесковачке гимназије укључио у раднички покрет града на Ветерници.
У Савез комунистичке омладине Југославије примљен је 1939. године. Тада је Лесковачка гимназија била и школа и универзитет.
Путем омладинских удружења и секција, стицања су знања о борби оза бољи живот, одбрану земље, о једнакости и равноправности људи.
Димитрије је био активан члан "Трезвене омладине", Аер клуба и литерарне дружине "Вуловић".
- После Априлског рата 1941. године и окупације Краљевине Југославије, као скојевац и члан ударних десетина, учествовао је у бројним акцијама против окупатора.
- После хапшења од Немаца и београдске специјалне полиције, постао је борац Бабичког партизанског одреда.
- За време непријатељске мартовске офанзиве 1942. године и разбијања одреда, заробљен је као партизан, заједно са оцем Петром. Немци су га депортовали у затвор у Нишу, а затим интернирали у концентрациони логор у Смедеревској Паланци, док је његов отац спроведен на Бањицу и стрељан у Јајинцима 1943. године. По изласку из логора, половином 1944. године постаје борац 13. српске бригаде, 24. дивизије НОВЈ, а касније референт за културу Омладинског батаљона.
- У борби за ослобођење Лесковца био је рањен од Немаца и упућен у савезничку болницу у Италију, у Грумо, ради лечења.
- По повратку из Италије 1945. године, Димитрије Кулић обављао је многе значајне друштвено-политичке функције, најпре у Лесковцу, а затим од 1949. године у Нишу, а повремено и у Београду.
- Правничку каријеру започео је 1951. године као председник Среског суда у Нишу и маја 1954. године изабран за председника окружног суда у Нишу и на тој дужности остао је до маја 1964. године.[1]